# 이케다정 (가가와현)
이케다정(일본어: 池田町)은 일본 가가와현 북동쪽에 위치한 쇼도섬의 중앙부에 있던 정이다. 2006년 3월 21일 이케다정이 대등 합병해 쇼도시마정이 성립하여 소멸했다. 

## 역사
- 오진 천황 시대에는 기비 국 고지마 군에 속한다.
- 헤이안 시대 초기부터 남북조 시대까지 황실의 영지가 된다.
- 에도 시대 초기까지의 사이는 쇼도시마가 4장으로 나누어진 가운데, 이케다 소(이케다 향)가 된다.
- 그 후 막부의 천령지가 되어 이케다 향은 11개 촌으로 나뉜다.
- 덴포 연간 쓰야마 번의 영지가 된다.
- 1890년 2월 15일 - 정촌제 시행으로 이케다촌, 니부촌, 미토촌이 성립하였다.
- 1929년 5월 5일 - 정으로 승격해 이케다정이 되었다.
- 1954년 10월 1일 - 정촌합병 촉진법에 따라 이케다정, 니부촌, 미토촌이 합병해 이케다정이 되었다.
- 2006년 3월 21일 - 우치노미정과 신설합병해 쇼도시마정이 성립하였다. 동일 이케다정은 폐지되었다.

## 교통

### 도로
- 국도 제436호선

## 참고 문헌
- 角川日本地名大辞典編纂委員会, 『角川日本地名大辞典 43 香川県』, 1985, 角川書店